# La Salle (Aostatal)

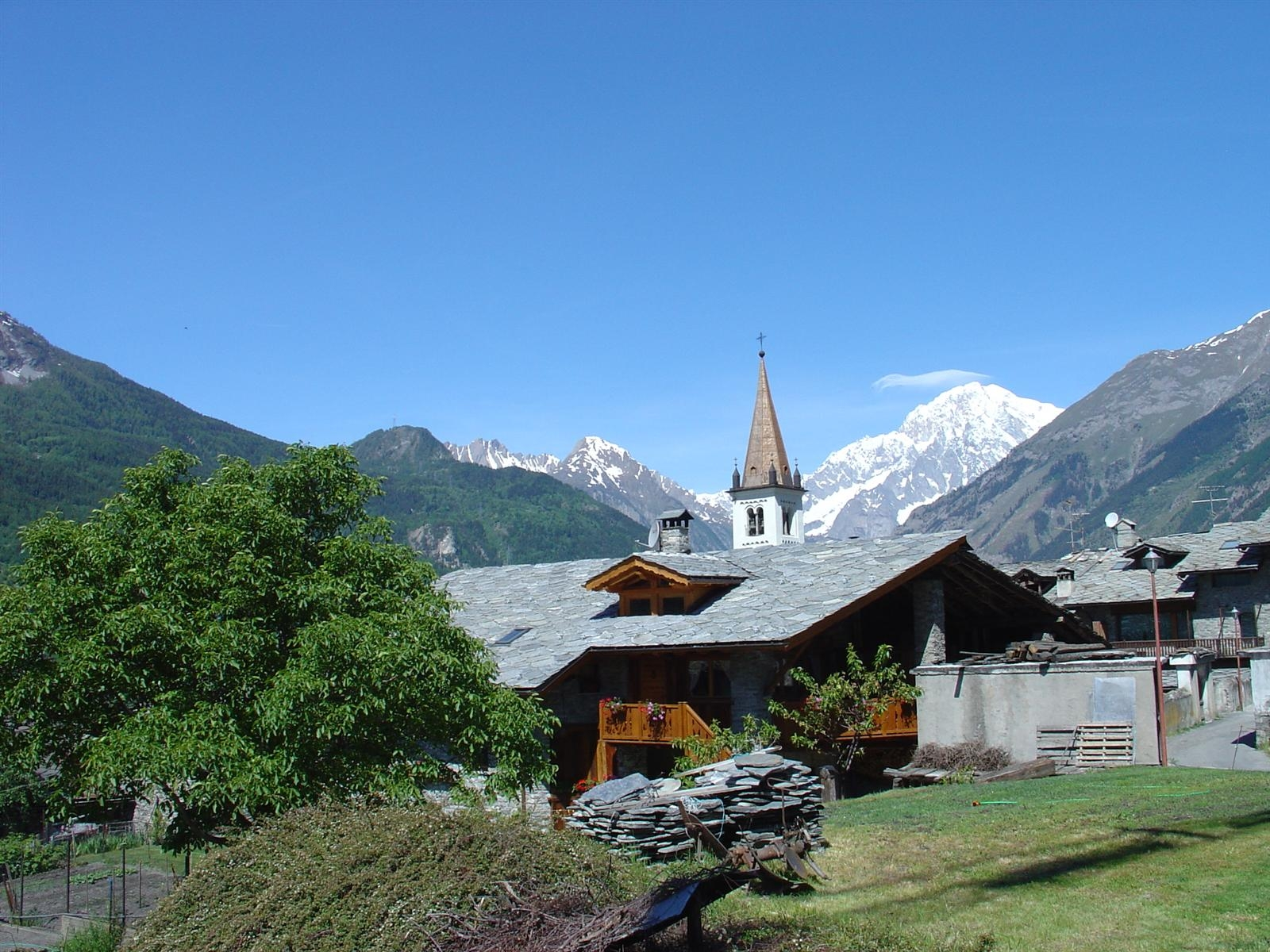
La Salle. Im Hintergrund der Mont Blanc.

La Salle (etwa 1001 m. ü. M) ist eine italienische Gemeinde der autonomen Region Aostatal in den Alpen. Sie hat 2032 Einwohner (Stand 31. Dezember 2023) und eine Fläche von 83 km². La Salle liegt überwiegend auf der orographisch linken Seite der Dora Baltea, einige Ortsteile auch südlich des Flusses.
Die Gemeinde gehört der Unité des Communes valdôtaines Valdigne-Mont-Blanc an und ist ihr Hauptort. Die Nachbargemeinden sind Avise, Courmayeur, La Thuile, Morgex und Saint-Rhémy-en-Bosses.

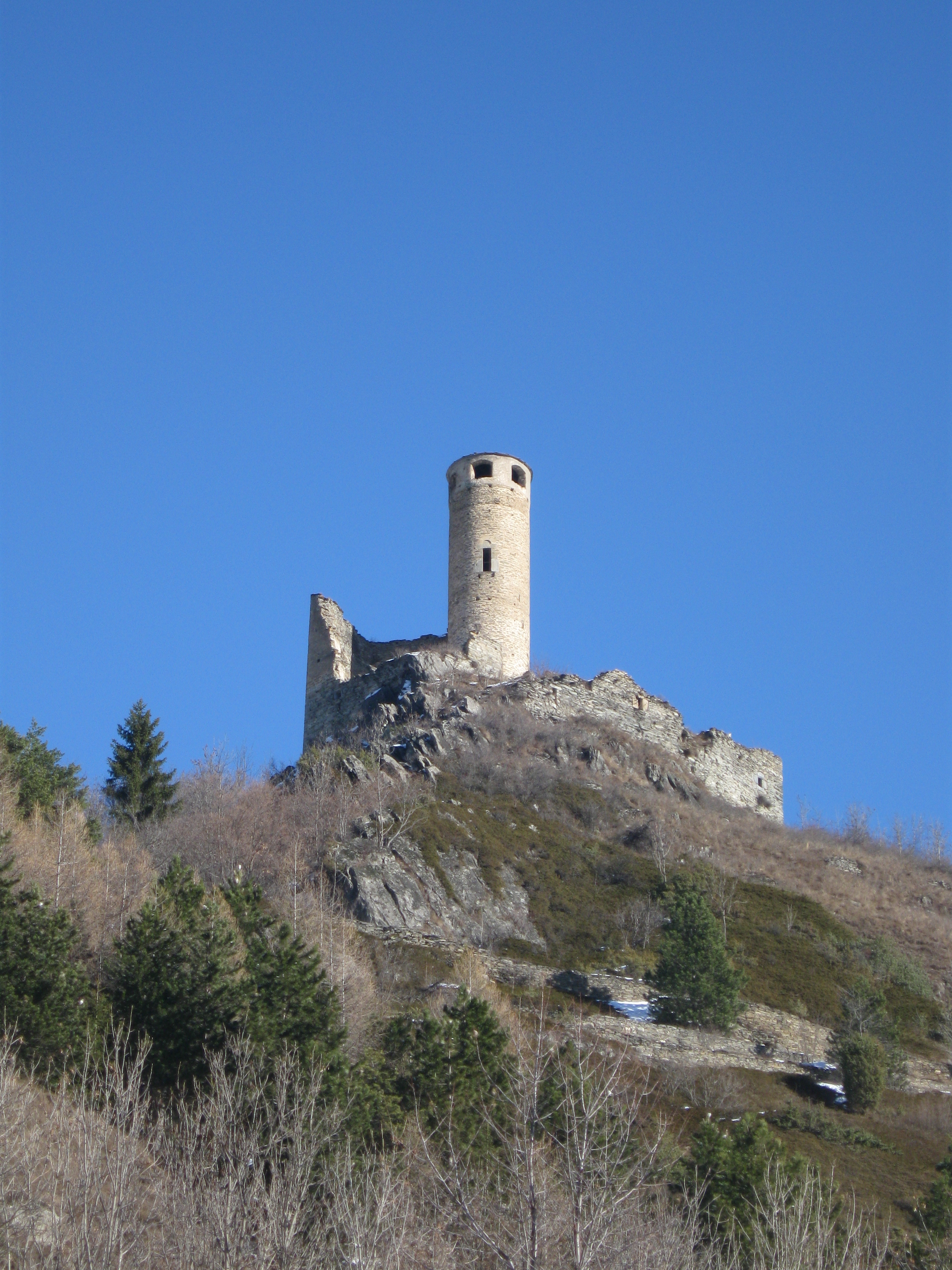
Das Schloss von Châtelard

La Salle besteht zudem aus den Ortsteilen:

Chabodey, Le Pont, La Clusaz, Croix-des-Prés, Écharlod, Équilivaz, Chez Béneyton, Fenêtre, Charvaz, Moras, Chez-les-Rosset, Villair, Cré, Villaret, Derby, Chez-les-Gontier, Le Champ, Écours, Prarion, Moyes, Cottin, Chaffieron, Châtelard, Le Château, Beauregard, Villarisson, Remondey, Les Places, Chaffiéry, Arbétey, Chez-les-Baud, Chez-les-Émonet, Beillardey, Cheverel, Challancin, Grassey, Morge, Planaval, Piginière, Chez-Borgne.
Sehenswert sind das Schloss von Châtelard aus dem 12. Jahrhundert und das Schloss Les Cours, wo angeblich Papst Innozenz V. geboren wurde.
In Weinbergen oberhalb des Ortes wachsen die Reben für den Blanc de Morgex et de La Salle, ein frischer und trockener Weißwein.
Während der Zeit des Faschismus trug der Ort den italianisierten Namen Sala Dora.

## Sehenswürdigkeit
- Burg Châtelard